# Discocactus diersianus
Discocactus diersianus är en kaktusväxtart som beskrevs av Esteves. Discocactus diersianus ingår i släktet Discocactus och familjen kaktusväxter. Inga underarter finns listade i Catalogue of Life.